# Наунин, Бернхард
Бернхард На́унин (нем. Bernhard Naunyn; 2 сентября 1839, Берлин — 26 июля 1925, Берлин) — германский клиницист; член Леопольдины.

## Биография
Сын обер-бургомистра Берлина Франца Кристиана Наунина. Детство провёл в Берлине, где учился во Фридрихсвердерской гимназии. Медицину изучал в Боннском и Берлинском университетах. В Берлине защитил диссертацию «De echinococci evolutione» и получил степень доктора (1862). В течение года состоял в Прусской армии. Затем был ассистентом в клинике Шарите у профессора Ф. Фрерикса (1863—1866); в 1867 году был избран приват-доцентом. С декабря 1868 года состоял главным врачом одного из отделений клинической больницы Шарите. С 9 августа 1869 года занял должность экстраординарного профессора частной патологии и клиники Дерптского университета; 12 сентября 1870 года был произведён в ординарные профессора. 20 марта 1871 года подал в отставку в связи с переходом на кафедру в Бернском университете.
Далее он руководил медицинскими клиниками в Берне (1871—1872), Кёнигсберге (1872—1888); преподавал в Страсбургском университете (1888—1904).
Работы Наунина касаются преимущественно рака, кровотечений, желтухи, желчного камня, диабета, лихорадки, афазии и др. Он издавал «Mitteilungen aus der medizinischen Klinik in Königsberg» (Лейпциг, 1888) и Klinik der Choielithiasis (Лейпциг, 1882), а с 1873 года был одним из редакторов им же вместе с Клебсом и Шмидебергом основанного «Archiv für experimentale Pathologie und Pharmakologie» (Лейпциг).
Умер в Баден-Бадене (по другим данным — в Берлине). Похоронен в Берлине.